# Ari Sulander
Ari Sulander, född 6 januari 1969 i Helsingfors, är en finsk pensionerad ishockeymålvakt.
Sulander började sin professionella karriär år 1989 i Jokerit. Han spelade där tills 1998 då han redan hade vunnit fyra finska mästerskap. Han var Jokerits förstamålvakt 1993–1997. Hösten 1998 flyttade Sulander till Schweiziska huvudseriens ZSC Lions, där han spelade till 2012. Sulander har vunnit tre schweiziska mästerskap (2000, 2001 och 2008).
Sulander har spelat i Finlands landslag i flera olika tävlingar: 1998 olympiaderna och VM-tävlingarna i 1998, 1999 och 2000. I varje av dessa tävlingar har Finland vunnit en medalj.
Sulander lyckades göra ett mål säsongen 2002–2003, vilket är sällsynt för en målvakt.
Sulander tillhörde Finlands lag som vann VM i ishockey 1995.